# Белингам (Минесота)
Белингам (енгл. Bellingham) град је у америчкој савезној држави Минесота.

## Демографија
По попису из 2010. године број становника је 168, што је 37 (-18,0%) становника мање него 2000. године.
| Група             | 2000.       | 2010.       |
| Белци             | 204 (99,5%) | 166 (98,8%) |
| Афроамериканци    | 0 (0,0%)    | 0 (0,0%)    |
| Азијати           | 0 (0,0%)    | 0 (0,0%)    |
| Хиспаноамериканци | 1 (0,5%)    | 2 (1,2%)    |
| Укупно            | 205         | 168         |